# James Moore (homme politique canadien)
Pour les articles homonymes, voir Moore et James Moore.

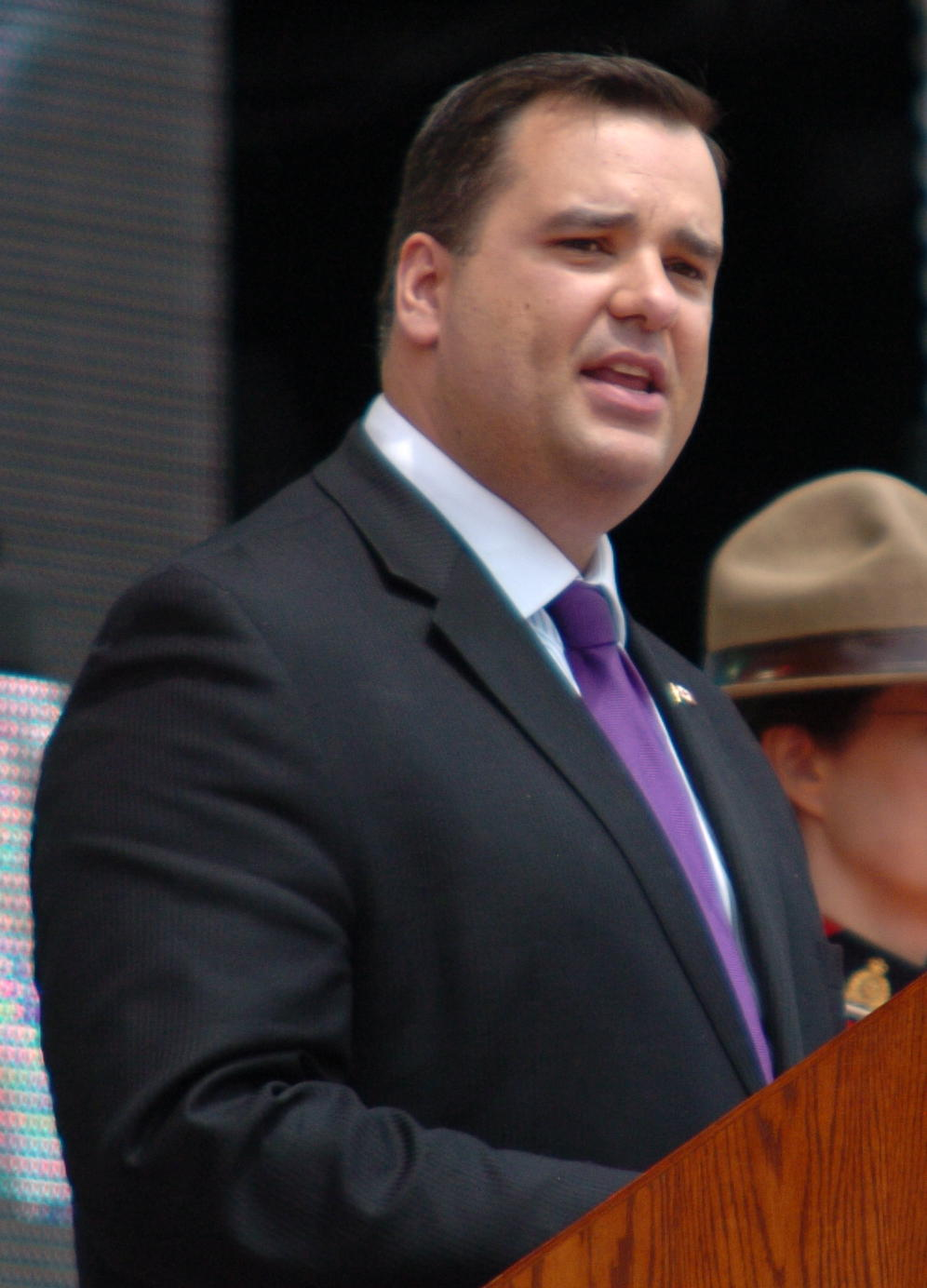
James Moore en 2009

James Moore (né le 10 juin 1976 à New Westminster, Colombie-Britannique) est un homme politique canadien, député de la circonscription de Port Moody—Westwood—Port Coquitlam et ministre du Patrimoine canadien et des Langues officielles. Membre du Parti conservateur du Canada, il est d'abord élu à la chambre des communes en 2000, puis réélu en 2004, 2006, 2008 et 2011. Il ne s'est pas représenté aux élections générales de 2015.

## Jeunesse
Moore naît à New Westminster et grandit à Coquitlam, toutes deux banlieues de Vancouver. Après avoir obtenu son diplôme de l'école secondaire Centennial, il continue ses études au Douglas College puis complète un baccalauréat en sciences politiques à l’University of Northern British Columbia et une maîtrise en sciences politiques à l'Université de la Saskatchewan. Il travaille notamment en radiodiffusion chez CKST AM1040 à Vancouver avant de devenir l'hôte de son propre 'talk-show' à la chaine Citytv, intitulé "Beyond the headlines with James Moore" (Au-delà des manchettes avec James Moore). À la fin des années 1990, Moore est également l'auteur d'un site web, "End the NDP" (Fin au NPD), qui se veut une représentation humoristique du Nouveau Parti démocratique de la Colombie-Britannique sous l'impopulaire Glen Clark.

## Politique
Dès 1997, à 21 ans, Moore s'engage en politique active et décroche un emploi au sein de l'opposition officielle à Ottawa, alors l'Alliance canadienne de Preston Manning, comme conseiller en communications spécialisé en politique fiscale et économique. Il développe notamment une stratégie de communications en réponse au budget fédéral de 1998.
Lors de l'élection fédérale de 2000, James Moore décide de se porter candidat dans sa circonscription de Port Moody—Coquitlam—Port Coquitlam sous la bannière de l'Alliance canadienne de Stockwell Day. Il remporte la course avec tout près de 50 % des suffrages, défaisant la députée libérale Lou Sekora par plus de 10 000 voix. Au sein du caucus allianciste, il sert de vice-critique en matière d'Affaires étrangères et de l'Agence de revenu du Canada, tandis qu'à la chambre des communes, il sert dans plusieurs comités, entre autres comme vice-président du comité sur les transports. Lors de la session parlementaire, Moore propose en outre plusieurs projets de lois, dont celui de bannir la possession d'armes à feu pour les criminels dangereux, de durcir les peines à l'endroit des violeurs au GHB et des trafiquants de pornographie juvénile, et de forcer le premier ministre à nommer seulement des sénateurs élus pour les provinces ayant une législation à cet effet.
En 2004, Moore se porte de nouveau candidat dans sa circonscription, renommée Port Moody—Westwood—Port Coquitlam lors d'une refonte de la carte électorale. Maintenant sous la bannière du nouveau Parti conservateur, il est réélu avec 40 % des voix, conservant son siège malgré une poussée marquée du NPD dans la région. De 2004 à 2006, il sert dans le cabinet fantôme de Stephen Harper comme critique en matière de transport. Alors que les Conservateurs sont portés au pouvoir en 2006, Moore, qui remporte de nouveau sa circonscription, est nommé secrétaire parlementaire du ministre des Travaux publics et des Services gouvernementaux, alors l'honorable Lawrence Cannon. Lors de l'élection surprise de 2008, James Moore remporte son siège avec 54 % des voix, et le premier ministre Stephen Harper l'installe au cabinet, premièrement responsable du Corridor de l'Asie-Pacifique et des Jeux olympiques de Vancouver-Whistler, puis plus tard, responsable de Patrimoine Canada, de la culture et des langues officielles. Finalement en 2011, Moore, réélu avec une majorité de 56 %, devient le ministre responsable pour la Colombie-Britannique, tout en conservant son portfolio précédent.
À la tête de Patrimoine Canada, James Moore a établi le Musée canadien de l'immigration à Halifax, créé le Fonds des médias du Canada, actualisé les lois sur le droit d'auteur, organisé trois visites royales, et modernisé plusieurs programmes culturels et jeunesses. Simultanément, il a réduit la taille de son ministère, réalisant des économies de 20 % sur les coûts d'opérations sans impact sur les programmes.
Moore, qui est bilingue et francophile, est noté au sein du Parti conservateur pour ses prises de positions plus progressistes sur certains sujets, votant notamment en faveur du mariage gai en 2005. Comme son chef Stephen Harper, il est considéré comme étant de la faction plus libertarienne et socialement modérée du parti, et non de sa faction plus traditionaliste et socialement conservatrice. James Moore est décrit par le magazine Maclean's comme l'une des quatre personnes les plus influentes au sein du gouvernement.

## Distinctions
- 2001 : Alumni de l'année de l'University of Northern British Columbia
- 2001 : député le plus prometteur de l'année, selon The Hill Times
- 2002 : député le plus prometteur de l'année, selon The Hill Times
- 2003 : Alumni de l'année de l'University of Northern British Columbia
- 2003 : député le plus prometteur de l'année, selon The Hill Times
- 2004 : député le plus prometteur de l'année, selon The Hill Times
- 2010 : prix de leadership national, Association des enseignants d'histoires et de sciences sociales de l'Ontario